# Ónia (Kos)
Ónia (grec moderne : Όνια) est une localité située dans le dème de Kos, dans le district régional de Kos, dans la périphérie d'Égée-Méridionale, en Grèce.
Selon le recensement de 2021, elle compte 127 habitants.